# Куций Юрій Миколайович
Юрій Миколайович Куций (нар. 1 травня 1932, село Згурівка, тепер селище Згурівського району Київської області — ?) — український радянський діяч, новатор виробництва, бригадир бригади слюсарів Київського заводу «Червоний екскаватор». Герой Соціалістичної Праці (1960). Член ЦК КПУ у 1961—1966 р.

## Біографія
Народився у селянській родині. У 1948 році закінчив ремісниче училище.
З 1948 року почав працювати слюсарем Київського заводу «Червоний екскаватор».
З 1955 р. — бригадир бригади слюсарів Київського заводу «Червоний екскаватор». У 1958 році його бригаді було присвоєно звання бригади комуністичної праці. 
Член КПРС з 1960 року.
У 1964 році закінчив Київський машинобудівний технікум.
У 1964 — 1966 р. — старший майстер базової дільниці, з 1966 року — наладчик стендової лабораторії відділу Головного конструктора Київського заводу «Червоний екскаватор».
Потім — на пенсії у місті Києві.

## Нагороди
- Герой Соціалістичної Праці (28.05.1960)
- орден Леніна (28.05.1960)
- ордени
- медалі